# HD12932
HD12932 є хімічно пекулярною зорею спектрального класу
A4 й має видиму зоряну величину в смузі V приблизно 10,2.

## Пекулярний хімічний вміст
Зоряна атмосфера HD12932 має підвищений вміст
Eu
.